# Konesjärvi (sjö, lat 68,83, long 26,60)
Konesjärvi är en sjö i Finland. Den ligger i kommunen Enare i landskapet Lappland, i den norra delen av landet, 1 000 km norr om huvudstaden Helsingfors. Konesjärvi ligger 175 meter över havet. Arean är 72,3 hektar och strandlinjen är 5,4 kilometer lång. Sjön  ingår i Pasvik älvs huvudavrinningsområde. 